# Pietro 1. Candiano
Pietro 1. Candiano (ca. 842 – 18. september 887) var en kort periode den 16. doge i Venedig i 887.
Han efterfulgte Orso 1. Participazio og Giovanni 2. Participazio som doge i Venedig, som blev valgt til tronen sammen med den aldrende, men elskede Giovanni omkring april 887. Han indledte en militær kampagne mod narentanerne i Dalmatien, som var fjendtlige overfor Venedig efter 886. Så snart han blev doge, rykkede han med en flåde på 12 galejer mod havnen Makarska (italiensk: Mokro), hvor han sænkede fem narentanske skibe. Han gik i land nær Mokro og rykkede længere ind i land, men narentanerne knuste hans styrker og dræbte ham i åben kamp den 18. september 887. Han var den første doge, som døde i kamp for La Serenissima (Italiensk for Den mest ophøjede, der var en henvisning til Republikken Venedig). Venetianerne begyndte at betale fyrst Branimir af Kroatien (879–892) en årlig tribut for retten til at rejse og handle i den kroatiske del af Adriaterhavet. Mellem hans død i 887 og 948 omtales der ingen ny krig med kroaterne, hvilket må indebære, at de betalte tribut for at opretholde freden. Giovanni regerede kortvarigt Venedig indtil en efterfølger til Candiano kunne udpeges. Det blev Pietro Tribuno, hans grandnevø. Hans søn, Pietro 2. Candiano, blev også senere doge.